# Навчально-науковий інститут
Навчально-науковий інститут – структурний підрозділ університету, академії, інституту, що об’єднує відповідні кафедри, лабораторії, науково-дослідні центри та експериментальні лабораторії, які провадять освітню діяльність і проводять наукові дослідження. Керівництво навчально-науковим інститутом здійснює директор (начальник), який не може перебувати на цій посаді більш як два строки. Керівник навчально-наукового інституту повинен мати науковий ступінь та/або вчене (почесне) звання відповідно до профілю навчально-наукового інституту. Директор (начальник) навчально-наукового інституту може делегувати частину своїх повноважень своїм заступникам. Повноваження керівника навчально-наукового інституту визначаються положенням про навчально-науковий інститут, яке затверджується вченою радою вищого навчального закладу. 